# Internationaal tribunaal voor misdaden tegen vrouwen
Het internationaal tribunaal voor misdaden tegen vrouwen was een opinietribunaal dat van 4 tot 8 maart 1976 in Brussel bijeenkwam. Meer dan 2000 vrouwen uit veertig landen namen deel om de misdaden die ze hadden ondergaan, aan de kaak te stellen. Ondanks de naam werd het evenement gezien als een podium en niet als een tribunaal, zoals Diana E.H. Russell en Nicole Van de Ven uitleggen: "We waren allemaal onze eigen rechters (...) De aanwezige vrouwen verwierpen patriarchale definities van misdaad: alle mannelijke vormen van onderdrukking van vrouwen werden als zodanig beschouwd."

## Geschiedenis
De Zuid-Afrikaanse feministische schrijfster en activiste Diana E.H. Russell en de Belgische journaliste Nicole Van de Ven, de belangrijkste organisatoren van het tribunaal, werden geïnspireerd door het Vietnamtribunaal uit 1966 van Bertrand Russell, een volkstribunaal voor misdaden begaan tijdens de Vietnamoorlog.
In 1974 bezocht Diana E.H. Russell vrouwenbevrijdingsbewegingen in West-Europa. Ze sloot zich aan bij een collectief van Deense vrouwen die elke zomer een drie maanden durend kamp organiseren, geheel gereserveerd voor vrouwen, op het eiland Femø, op vier uur afstand van Kopenhagen. Elke zomer werden er 12 dagen gereserveerd voor ontmoetingen met vrouwen uit alle landen. Tijdens deze bijeenkomst stelden enkele vrouwen acties voor die de Franse Mouvement de libération des femmes zou kunnen ondernemen tijdens het Internationaal Jaar van de Vrouw dat door de Verenigde Naties was uitgeroepen in 1975. Veel feministische activisten waren hier echter tegen, waarna het idee voor een vrouwenvolkstribunaal ontstond. Het onderwerp werd besproken op een internationale feministische conferentie op 15 en 17 november 1974 in Frankfurt. Er werd een coördinatiecomité van acht vrouwen opgericht. Deze commissie kwam opnieuw bijeen in september 1975, in januari 1976 en aan de vooravond van het internationaal tribunaal in maart 1976. Op de vergadering van 24 en 25 januari 1976 waren 27 landen geregistreerd.

## Doelstellingen
De doelstellingen van het tribunaal waren:
- laten zien dat de onderdrukking van vrouwen overal hetzelfde is, maar in verschillende mate, afhankelijk van de omgeving.
- dat elk geval niet op zichzelf staat, maar representatief is voor wat er zich in het betreffende land afspeelt.
- de solidariteit tussen vrouwen versterken.
- manieren ontdekken om misdaden tegen vrouwen te bestrijden.

## Verloop
- Het tribunaal voor misdaden tegen vrouwen bracht bijna 2000 vrouwen uit 40 landen bijeen. Ze hadden betrekking op verschillende vormen van geweld tegen vrouwen, zoals genitale verminking, economische ongelijkheid, verkrachting, incest, misdaden van politieke gevangenen, specifieke onderdrukking van lesbiennes, huiselijk geweld, gedwongen prostitutie, pornografie en vrouwenmoord.
- Behalve bij de openingssessie van 45 minuten waren er geen mannen toegestaan in het auditorium waar de vrouwen getuigden, en ook niet in de workshops. Alleen vrouwelijke journalisten werden tot alle sessies toegelaten.
- Veel getuigenissen werden schriftelijk afgelegd door vrouwen die niet in staat waren om voor de rechtbank te verschijnen.
- Deelneemster Frances Doughty merkte op dat het tribunaal voor haar een bevestiging was dat ‘de onderdrukking van vrouwen in het algemeen en lesbiennes in het bijzonder werkelijk wereldwijd is.’
- Een van de deelnemers was de lesbische dichter Pat Parker. Ze getuigde van de moord op haar oudere zus, vermoord door haar echtgenoot.
- Er werd een Take Back the Night-mars gehouden in de vorm van een processie bij kaarslicht in samenwerking met het tribunaal.

## Impact
Simone de Beauvoir, die was uitgenodigd voor de openingszitting van het internationaal tribunaal, maar uiteindelijk niet aanwezig kon zijn, sprak over deze gebeurtenis als "het begin van een radicale dekolonisatie van vrouwen".
In Frankrijk werd de inleidende toespraak van Simone de Beauvoir herdrukt in Le Nouvel Observateur. Voor Évelyne Le Garrec was het in Politique Hebdo tijd voor analyse en strategische ontwikkeling. Ze vroeg zich echter wel af of vrouwen over honderd jaar nog steeds zouden opsommen op welke manieren ze onderdrukt worden. Paris Match sprak van "een immens psychodrama dat vooral warrige resultaten oplevert" en citeerde een bewaker van het Palais: "Volgens mij kun je ze beter opsluiten in een bordeel op het platteland. Dat zou ze kalmeren." In Le Monde sprak Pierre Devos over "getuigenissen van vrouwen die vooral uit rijke landen komen" en "over ontroerende contacten, bijvoorbeeld tussen Arabische en Israëlische vrouwen".
Journalisten van de Herald Tribune die het evenement volgden, richtten een vereniging van vrouwelijke journalisten op met als doel hun eigen collega's te onderwijzen over seksisme en de werkgelegenheid voor vrouwelijke journalisten te verbeteren. Na de ontmoetingen tussen vrouwen op het tribunaal ontstonden er veel initiatieven van vrouwenbevrijdingsbewegingen.
In november 1976 publiceerden organisatoren Diana E.H. Russell en Nicole Van de Ven een boek over het tribunaal, Crimes Against Women: Proceedings of the International Tribunal. Dit werk bevat de meeste getuigenissen die voor het tribunaal zijn afgelegd, maar schetst ook hoe het tot stand kwam en welke moeilijkheden bij de organisatie ervan kwamen kijken.

## Expo "Le Tribunal International des Crimes contre les Femmes"
In maart 2023 organiseerde de Université des femmes Brussel een internationale conferentie die gewijd was aan het actualiseren van de thema's die tijdens het tribunaal aan bod kwamen. Deze conferentie, georganiseerd door Milène Le Goff, een jonge geschiedkundige die gespecialiseerd is in het tribunaal en sinds 2021 onderzoek doet, bood drie activisten die er in 1976 bij waren de kans om elkaar opnieuw te ontmoeten en hun ervaringen bij het tribunaal te delen. Zij regisseerde en creëerde ook de eerste Europese tentoonstelling gewijd aan het tribunaal van 1976, die op 6 maart 2023 in Brussel van start ging.